# ارمين هيرمان
ارمين هيرمان (بالألمانية: Armin Hermann) (و. 1933 – م) هو فيزيائي، ومؤرخ العلم، وأستاذ جامعي من ألمانيا .

## مناصب وهيئات
أدار جامعة شتوتغارت.